# Валгољо
Валгољо (итал. Valgoglio) је насеље у Италији у округу Бергамо, региону Ломбардија.
Према процени из 2011. у насељу је живело 345 становника. Насеље се налази на надморској висини од 916 м.

## Становништво
| 1931. | 1936. | 1951. | 1961. | 1971. | 1981. | 1991. | 2001. | 2011. |
| ----- | ----- | ----- | ----- | ----- | ----- | ----- | ----- | ----- |
| 771   | 687   | 846   | 729   | 627   | 592   | 616   | 613   | 607   |